# 劉德華得獎與提名列表
劉德華得獎與提名列表详细列举香港艺人劉德華被一些组织、媒体和政府所授予的各种榮譽，以及所獲的包括电影和音乐在内的各类獎項与提名。

## 荣誉

### 重要荣誉
- 1999年，获得「香港十大杰出青年」
- 2000年，荣登「世界十大杰出青年」[1][2]
- 2000年，健力士世界紀錄大全中，獲獎最多的香港歌手[3]
- 2004年，香港特別行政區-榮譽勳章
- 2005年，中国电影表演艺术学会 - 中國電影百年百位優秀演員之一[4]
- 2006年，第十一屆釜山國際電影節 - 亞洲最有貢獻電影人大獎[5]
- 2006年，香港演艺学院授予荣誉院士[6]
- 2008年，香港特別行政區政府委任為太平紳士[7]
- 2010年，獲任中國殘疾人福利基金會理事並擔任副理事長[8]
- 2010年，獲頒第十二屆“世界傑出華人獎”，同時獲頒授加拿大紐賓士域藍仕橋大學榮譽博士學位[9]
- 2012年，獲頒香港回歸十五週年“功勳人物”奖，成為15名獲獎者中的唯一一名藝人
- 2014年，获颁第二届“全球杰出华人奖”[10]
- 2016年，香港特別行政區-铜紫荆星章[11]
- 2017年，香港樹仁大學授予荣誉文學博士[12][13]
- 2018年，成为美国电影艺术与科学学会会员
- 2018年，杨光宇先生以刘德华（Lautakwah）命名55381号小行星
- 2020年，“新中国成立70周年全国十佳电影男演员”[14]
- 2023年，多伦多国际影展（TIFF）- “特别贡献奖”（首位获此殊荣的华人）[15][16]
- 2024年，香港特别行政區-銀紫荊星章[17]

### 媒体评选
- 1997年，Club香港仔（日本雜誌）- 香港明星人氣投票金獎
- 1998年，Club香港仔（日本雜誌）- 最受歡迎香港十大歌手獎第一位
- 1999年，人民日報 - 本世紀中國最具代表性的百位傑出華人之一
- 2001年，明報周刊 - 演藝動力大獎2001-最突出電影男演員與我最支持的演藝動力大獎
- 2004年，TVB周刊 - 最強人氣大獎頒獎禮-榮譽大獎最強人氣全能天王
- 2005、2007年，南方都市報 - 第五、七屆華語電影傳媒大獎-年度傑出電影人
- 2007年，香港電台 - 香港特區十週年電影選舉-傑出成就獎
- 2011年，《福布斯》（中文版）2011中國名人榜第一名[18]
- 2012年，星岛新闻集团 - 文化演艺组2011杰出领袖
- 2012年，《福布斯》（中文版）2012中國名人榜第二名
- 2014年，《福布斯》（中文版）2014中國名人榜第二名

### 其他荣誉
- 1992至1997年度，“台灣十大偶像選舉”第一名[19]
- 1994年，台灣僑委會 - 海外傑出藝人獎
- 1999年，廣州市政府 - 無償獻血愛心大使
- 1999年，香港藝術家聯盟 - 99流行藝術表演家獎
- 2005年，香港UA院線 - 全港1985-2005最高票房男影星[20]
- 2015年，首屆MOKO新世紀廣場全民投選電影金影獎暨UA Cine Moko全港最高票房電影頒獎禮 -「30年最高票房香港電影男演員」、「最令人最難忘香港電影男角色」[21]
- 2016年，英国YouGov公司针对民众调查“2016世界上最受尊敬的名人”第17位（男性榜单）[22]

## 電影獎項
| 年份 | 授獎名稱                   | 獎項                          | 作品                                    | 結果 |
| ---- | -------------------------- | ----------------------------- | --------------------------------------- | ---- |
| 1983 | 第2屆香港電影金像獎        | 最佳新人                      | 《投奔怒海》                            | 提名 |
| 1989 | 第8屆香港電影金像獎        | 最佳男主角                    | 《旺角卡门》                            | 提名 |
| 1992 | 第11屆香港電影金像獎       | 最佳男主角                    | 《五億探長雷洛傳》                      | 提名 |
| 1992 | 第11屆香港電影金像獎       | 最佳電影歌曲 (主唱)           | 一起走過的日子 《至尊無上II之永霸天下》 | 提名 |
| 1995 | 第14屆香港電影金像獎       | 最佳電影歌曲 (主唱)           | 忘情水 《天與地》                       | 提名 |
| 1996 | 第15屆香港電影金像獎       | 最佳男主角                    | 《烈火戰車》                            | 提名 |
| 1996 | 第15屆香港電影金像獎       | 最佳原創電影歌曲 (填詞、主唱) | 情深的一句 《烈火戰車》                 | 提名 |
| 1998 | 第16屆香港電影金像獎       | 最佳電影 (监制)               | 《香港製造》                            | 獲獎 |
| 1998 | 第16屆香港電影金像獎       | 最佳原創電影歌曲 (主唱)       | 孤星淚 《黑金》                         | 提名 |
| 1999 | 第18屆香港電影金像獎       | 最佳原創電影歌曲 (主唱)       | 你是我的女人 《龍在江湖》               | 提名 |
| 1999 | 第18屆香港電影金像獎       | 最佳原創電影歌曲 (主唱)       | 去年煙花特別多 《去年煙花特別多》       | 提名 |
| 1999 | 第18屆香港電影金像獎       | 最佳電影 (监制)               | 《去年煙花特別多》                      | 提名 |
| 2000 | 第19屆香港電影金像獎       | 最佳男主角                    | 《暗戰》                                | 獲獎 |
| 2000 | 金紫荆奖                   | 最佳男主角                    | 《暗戰》                                | 提名 |
| 2001 | 第20屆香港電影金像獎       | 最佳男主角                    | 《阿虎》                                | 提名 |
| 2001 | 金紫荆奖                   | 最佳男主角                    | 《阿虎》                                | 獲獎 |
| 2001 | 第38届金马奖               | 最佳男主角                    | 《瘦身男女》                            | 提名 |
| 2002 | 第21屆香港電影金像獎       | 最佳男主角                    | 《瘦身男女》                            | 提名 |
| 2002 | 第21屆香港電影金像獎       | 最佳原創電影歌曲 (填詞、主唱) | 踢出個未來 《少林足球》                 | 提名 |
| 2003 | 第22屆香港電影金像獎       | 最佳男主角                    | 《無間道》                              | 提名 |
| 2003 | 第22屆香港電影金像獎       | 最佳原創電影歌曲（主唱）      | 《無間道》                              | 獲獎 |
| 2003 | 第40届金马奖               | 最佳男主角                    | 《無間道》                              | 提名 |
| 2003 | 金紫荆奖                   | 最佳男主角                    | 《無間道》                              | 提名 |
| 2004 | 第10届香港电影评论学会大奖 | 最佳男主角                    | 《大隻佬》                              | 獲獎 |
| 2004 | 第23屆香港電影金像獎       | 最佳男主角                    | 《大隻佬》                              | 獲獎 |
| 2004 | 第41届金马奖               | 最佳男主角                    | 《無間道III：終極無間》                 | 獲獎 |
| 2004 | 金紫荆奖                   | 最佳男主角                    | 《無間道III：終極無間》                 | 提名 |
| 2004 | 金紫荆奖                   | 最佳男主角                    | 《大隻佬》                              | 提名 |
| 2004 | 第4届华语电影传媒大奖      | 港台最佳男主角                | 《大隻佬》                              | 獲獎 |
| 2005 | 金紫荆奖                   | 最佳男主角                    | 《天下无贼》                            | 提名 |
| 2006 | 第25屆香港電影金像獎       | 最佳男主角                    | 《童夢奇緣》                            | 提名 |
| 2006 | 第25屆香港電影金像獎       | 最佳原創電影歌曲 (填詞、主唱) | 下次不敢 《童夢奇緣》                   | 提名 |
| 2006 | 金紫荆奖                   | 最佳男主角                    | 《童夢奇緣》                            | 提名 |
| 2007 | 第26屆香港電影金像獎       | 最佳亞洲電影 (出品人)         | 《疯狂的石头》                          | 提名 |
| 2007 | 金紫荆奖                   | 最佳男主角                    | 《墨攻》                                | 提名 |
| 2007 | 第一屆亞洲電影大獎         | 最佳男演员                    | 《墨攻》                                | 提名 |
| 2008 | 第27屆香港電影金像獎       | 最佳男配角                    | 《門徒》                                | 獲獎 |
| 2008 | 第27屆香港電影金像獎       | 最佳男主角                    | 《投名狀》                              | 提名 |
| 2008 | 第27屆香港電影金像獎       | 最佳原創電影歌曲（填詞、主唱) | 兄弟 《兄弟》                           | 提名 |
| 2010 | 第67届威尼斯国际电影节     | 最佳男演员                    | 《狄仁杰之通天帝国》                    | 角逐 |
| 2011 | 第30屆香港電影金像獎       | 最佳電影 (出品人)             | 《打擂台》                              | 獲獎 |
| 2011 | 第48届金马奖               | 最佳男主角                    | 《桃姐》                                | 獲獎 |
| 2011 | 第68届威尼斯国际电影节     | 最佳男演员                    | 《桃姐》                                | 角逐 |
| 2012 | 第31屆香港電影金像獎       | 最佳電影 (监制)               | 《桃姐》                                | 獲獎 |
| 2012 | 第31屆香港電影金像獎       | 最佳男主角                    | 《桃姐》                                | 獲獎 |
| 2012 | 第31屆香港電影金像獎       | 最佳原創電影歌曲 (填詞、主唱) | 悟 《新少林寺》                         | 提名 |
| 2012 | 第六屆亞洲電影大獎         | 最佳男主角                    | 《桃姐》                                | 提名 |
| 2013 | 第46届锡切斯电影节         | 最佳男主角                    | 《盲探》                                | 獲獎 |
| 2014 | 第33屆香港電影金像獎       | 最佳原創電影歌曲(填詞、主唱)  | 盲愛 《盲探》                           | 提名 |
| 2015 | 第30届金鸡奖               | 最佳男主角                    | 《失孤》                                | 提名 |
| 2015 | 第二届丝绸之路国际电影节   | 最佳男演员                    | 《解救吾先生》                          | 獲獎 |
| 2016 | 第35屆香港電影金像獎       | 最佳男主角                    | 《失孤》                                | 提名 |
| 2016 | 第16届华表奖               | 最佳男演员                    | 《失孤》                                | 獲獎 |
| 2018 | 第37屆香港電影金像獎       | 最佳男主角                    | 《拆弹专家》                            | 提名 |
| 2018 | 第37屆香港電影金像獎       | 最佳電影 (监制)               | 《拆弹专家》                            | 提名 |
| 2018 | 第37屆香港電影金像獎       | 最佳電影 (监制)               | 《追龍》                                | 提名 |
| 2018 | 第一届最港电影大奖         | 最港男演员                    | 《拆弹专家》                            | 獲獎 |
| 2018 | 第一届最港电影大奖         | 最港電影 (监制)               | 《拆弹专家》                            | 獲獎 |
| 2020 | 第39屆香港電影金像獎       | 最佳原創電影歌曲(填詞、主唱)  | 兄弟不怀疑 《掃毒2天地對決》            | 提名 |
| 2021 | 第32届华鼎奖               | 最佳男主角                    | 《拆弹专家2》                           | 獲獎 |
| 2024 | 第37届大众电影百花奖       | 最佳男主角                    | 《流浪地球2》                           | 提名 |

### 香港電影金像獎

#### 演员奖
截止2018年，他一共獲得13次香港電影金像獎最佳男主角提名，其中憑借《暗戰》、《大隻佬》和《桃姐》三次獲獎；还獲得一座最佳男配角獎（《門徒》）；以及一次最佳新演員（《投奔怒海》）提名。
| #  | 举办年份 | 类别                 | 影片               | 结果 | 获奖者                     |
| -- | -------- | -------------------- | ------------------ | ---- | -------------------------- |
| 1  | 1983年   | 第2屆最佳新演員提名  | 《投奔怒海》       | 提名 | 馬斯晨 (《投奔怒海》)      |
| 2  | 1989年   | 第8屆最佳男主角提名  | 《旺角卡門》       | 提名 | 洪金寶 (《七小福》)        |
| 3  | 1992年   | 第11屆最佳男主角提名 | 《五億探長雷洛傳》 | 提名 | 曾志偉 (《雙城故事》)      |
| 4  | 1996年   | 第15屆最佳男主角提名 | 《烈火戰車》       | 提名 | 喬宏 (《女人四十》)        |
| 5  | 2000年   | 第19屆最佳男主角奖   | 《暗戰》           | 獲獎 |                            |
| 6  | 2001年   | 第20屆最佳男主角提名 | 《阿虎》           | 提名 | 梁朝伟 (《花样年华》)      |
| 7  | 2002年   | 第21屆最佳男主角提名 | 《瘦身男女》       | 提名 | 周星驰 (《少林足球》)      |
| 8  | 2003年   | 第22屆最佳男主角提名 | 《無間道》         | 提名 | 梁朝伟 (《無間道》)        |
| 9  | 2004年   | 第23屆最佳男主角奖   | 《大隻佬》         | 獲獎 |                            |
| 10 | 2006年   | 第25屆最佳男主角提名 | 《童夢奇緣》       | 提名 | 梁家辉 (《黑社会》)        |
| 11 | 2008年   | 第27屆最佳男主角提名 | 《投名狀》         | 提名 | 李连杰 (《投名狀》)        |
| 12 | 2008年   | 第27屆最佳男配角奖   | 《門徒》           | 獲獎 |                            |
| 13 | 2012年   | 第31屆最佳男主角奖   | 《桃姐》           | 獲獎 |                            |
| 14 | 2016年   | 第35屆最佳男主角提名 | 《失孤》           | 提名 | 郭富城 (《踏血尋梅》)      |
| 15 | 2018年   | 第37屆最佳男主角提名 | 《拆彈專家》       | 提名 | 古天樂（《殺破狼・貪狼》） |

#### 最佳電影
截止2018年，共有六部劉德華投资的電影入围香港電影金像獎最佳電影，三部獲獎：第17届《香港製造》、第30届《打擂台》與第31届《桃姐》。
| # | 举办年份 | 影片               | 备注       | 导演           | 结果 | 获奖者         |
| - | -------- | ------------------ | ---------- | -------------- | ---- | -------------- |
| 1 | 1998     | 《香港製造》       | 劉德華監製 | 陳果           | 獲獎 |                |
| 2 | 1999     | 《去年煙花特別多》 | 劉德華監製 | 陳果           | 提名 | 《野獸刑警》   |
| 3 | 2011     | 《打擂台》         |            | 郭子健、鄭思傑 | 獲獎 |                |
| 4 | 2012     | 《桃姐》           | 劉德華主演 | 許鞍華         | 獲獎 |                |
| 5 | 2018     | 《拆彈專家》       | 劉德華主演 | 邱禮濤         | 提名 | 《明月幾時有》 |
| 6 | 2018     | 《追龍》           | 劉德華主演 | 王晶、關智耀   | 提名 | 《明月幾時有》 |

此外，有20部劉德華出演的作品入围金像獎最佳電影，其中7部获最佳電影奖，四部主演的作品：分别是第22届《無間道》、第23届《大隻佬》、第27届《投名狀》和第31届《桃姐》；两部担任配角的作品：第二屆《投奔怒海》、第十屆《阿飛正傳》；以及一部客串的电影《寒戰》。
| #  | 举办年份 | 影片                    | 备注 | 导演           | 结果 | 获奖者         |
| -- | -------- | ----------------------- | ---- | -------------- | ---- | -------------- |
| 1  | 1983     | 《投奔怒海》            | 配角 | 許鞍華         | 獲獎 |                |
| 2  | 1989     | 《旺角卡門》            | 主角 | 王家衛         | 提名 | 《胭脂扣》     |
| 3  | 1991     | 《阿飛正傳》            | 配角 | 王家衛         | 獲獎 |                |
| 4  | 1992     | 《五億探長雷洛傳》      | 主角 | 劉國昌         | 提名 | 《跛豪》       |
| 5  | 1996     | 《烈火戰車》            | 主角 | 爾冬陞         | 提名 | 《女人四十》   |
| 6  | 2000     | 《暗戰》                | 主角 | 杜琪峰         | 提名 | 《千言萬語》   |
| 7  | 2001     | 《孤男寡女》            | 主角 | 杜琪峰、韋家輝 | 提名 | 《臥虎藏龍》   |
| 8  | 2002     | 《瘦身男女》            | 主角 | 杜琪峰、韋家輝 | 提名 | 《少林足球》   |
| 9  | 2003     | 《無間道》              | 主角 | 劉偉強、麥兆輝 | 獲獎 |                |
| 10 | 2004     | 《大隻佬》              | 主角 | 杜琪峰、韋家輝 | 獲獎 |                |
| 11 | 2004     | 《無間道III：終極無間》 | 主角 | 劉偉強、麥兆輝 | 提名 | 《大隻佬》     |
| 12 | 2008     | 《門徒》                | 主角 | 爾冬陞         | 提名 | 《投名狀》     |
| 13 | 2008     | 《投名狀》              | 主角 | 陳可辛         | 獲獎 |                |
| 14 | 2011     | 《狄仁傑之通天帝國》    | 主角 | 徐克           | 提名 | 《打擂台》     |
| 15 | 2012     | 《桃姐》                | 主角 | 許鞍華         | 獲獎 |                |
| 16 | 2013     | 《寒戰》                | 客串 | 梁乐民、陆剑青 | 獲獎 |                |
| 17 | 2018     | 《拆彈專家》            | 主角 | 邱禮濤         | 提名 | 《明月幾時有》 |
| 18 | 2018     | 《追龍》                | 主角 | 王晶、關智耀   | 提名 | 《明月幾時有》 |
| 19 | 2020     | 《花椒之味》            | 配角 | 麥曦茵         | 提名 | 《少年的你》   |
| 20 | 2024     | 《金手指》              | 主角 | 庄文强         | 提名 | 《毒舌律师》   |

#### 歌曲奖
截止2020年，共有13首劉德華演唱的电影歌曲（其中有11部是他主演的作品，只有《去年煙花特別多》與《少林足球》这两部除外）獲得香港電影金像獎最佳原創電影歌曲提名，其中憑借「無間道」獲得第22届最佳歌曲獎。
| #  | 举办年份 | 影片                 | 歌曲/备注                                    | 结果 | 获奖者                                                                       |
| -- | -------- | -------------------- | -------------------------------------------- | ---- | ---------------------------------------------------------------------------- |
| 1  | 1992     | 至尊無上II之永霸天下 | 主題曲「一起走過的日子」                     | 提名 | 「似是故人來」（電影《雙鐲》；作曲：羅大佑 填詞：林夕 主唱：梅艷芳）         |
| 2  | 1995     | 天與地               | 主題曲「忘情水」                             | 提名 | 「追」（電影《金枝玉葉》；作曲：李迪文 填詞：林夕 主唱：張國榮）             |
| 3  | 1996     | 烈火戰車             | 主題曲「情深的一句」 劉德華作詞              | 提名 | 「完全因你」（電影《和平飯店》；作曲：Alex San 填詞：李敏 主唱：彭羚）       |
| 4  | 1998     | 黑金                 | 插曲「孤星淚」                               | 提名 | 「歡樂今宵」（電影《求戀期》；作曲：黃丹儀 填詞：黃偉文 主唱：古巨基）       |
| 5  | 1999     | 龍在江湖             | 主題曲「你是我的女人」 劉德華填詞            | 提名 | 「今生不再」（電影《玻璃之城》；作曲：李迪文 填詞：林夕 主唱：黎明）         |
| 6  | 1999     | 去年煙花特別多       | 主題曲「去年煙花特別多」                     | 提名 | 「今生不再」（電影《玻璃之城》；作曲：李迪文 填詞：林夕 主唱：黎明）         |
| 7  | 2002     | 少林足球             | 主題曲「踢出個未來」 刘德华作词              | 提名 | 「終身美麗」（電影《瘦身男女》；作曲：陳輝陽 填詞：林夕 主唱：鄭秀文）       |
| 8  | 2003     | 無間道               | 主題曲「無間道」 與梁朝偉合唱                | 獲獎 |                                                                              |
| 9  | 2006     | 童夢奇緣             | 主題曲「下次不敢」 劉德華作詞                | 提名 | 「如果·愛」（電影《如果·愛》；主唱：張學友 作曲：金培達 填詞：姚謙）         |
| 10 | 2008     | 兄弟                 | 主題曲「兄弟」 劉德華作詞 與陳奕迅合唱       | 提名 | 「逼得太緊」（電影《十分愛》；主唱：吳雨霏 作曲：黃丹儀 填詞：林夕）         |
| 11 | 2012     | 新少林寺             | 主題曲「悟」 劉德華作詞                      | 提名 | 「兩心花」（電影《出軌的女人》；主唱：林憶蓮 作曲：恭碩良 填詞：潘源良）     |
| 12 | 2014     | 盲探                 | 主題曲「盲愛」 與鄭秀文合唱                  | 提名 | 「狂舞吧」（電影《狂舞派》；主唱：Doughboy、黃宇希 作曲：戴偉 填詞：陳心遥） |
| 13 | 2020     | 掃毒2天地對決        | 主題曲「兄弟不怀疑」 劉德華作詞 與古天乐合唱 | 提名 | 「FLY」（電影《少年的你》；主唱：岑寧兒 作曲：盧凱彤 填詞：盧凱彤、吳青峰）  |

### 台湾金马奖
获四次金马奖最佳男主角提名，两次得奖。
| # | 举办年份 | 类别                 | 影片         | 结果 | 获奖者              |
| - | -------- | -------------------- | ------------ | ---- | ------------------- |
| 1 | 2001年   | 第38屆最佳男主角提名 | 《瘦身男女》 | 提名 | 劉燁 (《藍宇》)     |
| 2 | 2003年   | 第40屆最佳男主角提名 | 《無間道》   | 提名 | 梁朝伟 (《無間道》) |
| 3 | 2004年   | 第41屆最佳男主角奖   | 《無間道Ⅲ》  | 獲獎 |                     |
| 4 | 2011年   | 第48屆最佳男主角奖   | 《桃姐》     | 獲獎 |                     |

### 香港電影金紫荊獎
- 2001年，第6屆香港電影金紫荊獎 - 最佳男主角 《阿虎》
- 2006年，第11屆香港電影金紫荊獎 - 最受歡迎男主角 《童夢奇緣》

最佳男主角提名
- 2000年 《暗战》
- 2003年 《无间道》
- 2004年 《大只佬》
- 2004年 《无间道3》
- 2005年 《天下无贼》
- 2006年 《童梦奇缘》
- 2007年 《墨攻》

### 香港電影評論學會大獎
- 2003年，第十屆香港電影評論學會大獎 - 最佳男演員 《大隻佬》

### 中国金鸡奖
- 2015年，第30届中国电影金鸡奖 - 最佳男主角提名 《失孤》

### 百花奖
- 第37届大众电影百花奖最佳男主角提名-《流浪地球2》

### 亞洲電影大獎
- 2007年，首屆亞洲電影大獎 - 最佳男演员提名 《墨攻》；亞洲電影票房巨星大獎[23]
- 2012年，第六届亞洲電影大獎 - 最佳男主角提名、最受歡迎男主角獎《桃姐》

### 華語電影傳媒大獎
- 2003年，第三屆華語電影傳媒大獎頒獎禮 - 港臺最佳男主角提名、港臺最受歡迎男演員金獎 《無間道》
- 2004年，第四屆華語電影傳媒大獎頒獎禮 - 港台最佳男主角 《大隻佬》[24]
- 2005年，第五屆華語電影傳媒大獎頒獎禮 - 最佳男主角提名 《天下無賊》、年度杰出电影人
- 2007年，第七屆華語電影傳媒大獎頒獎禮 - 年度傑出電影人
- 2012年，第十二届華語電影傳媒大獎 - 最佳男主角提名 《桃姐》、年度傑出電影人提名

### 威尼斯電影節
- 2010年，入围角逐第67屆威尼斯國際電影節 - 最佳男演员 《狄仁傑之通天帝國》
- 2011年，入围角逐第68屆威尼斯國際電影節 - 最佳男演员 《桃姐》

### 演藝動力大獎
| 最突出電影男演員 - 2000年，《孤男寡女》 - 2001年，《瘦身男女》 - 2003年，《大只佬》 - 2012年，《桃姐》 | 我最支持的演艺动力大奖 - 2001年 - 2005年 | 明報週刊致敬大獎 - 2000年 - 2006年 |

### 其他
- 1988年，臺灣金龍獎表演藝術獎 - 最佳演員獎 《旺角卡門》
- 1996年，商業電台 - 我最喜愛的電影男主角 《天若有情》
- 1999年，金太陽電影大賞 - 最佳男演員 《暗戰》
- 2000年，第七届百视达娱乐大奖 - 港台最受歡迎男演員《孤男寡女》、《阿虎》
- 2005年，新浪2004網路中國頒獎禮 - 最受歡迎男演員 《十面埋伏》、《天下無賊》
- 2006年，新浪2005網路中国頒獎禮 - 年度男演員《童梦奇缘》、 《再說一次我愛你》
- 2013年，西班牙锡切斯电影节最佳男主角奖 《盲探》
- 2015年，丝绸之路国际电影节年度男演员奖《解救吾先生》[25][26]
- 2016年，第16届华表奖优秀男演员《失孤》[27]
- 2018年，第一届最港电影大奖最港男演员《拆弹专家》
- 2021年，第32届华鼎奖最佳男主角《拆弹专家2》
- 历年代表香港角逐奥斯卡最佳外语片的电影有六部：《香港製造》（第71届）、《全职杀手》（第74届）、《无间道》（第76届）、《大只佬》（第77届）、《桃姐》（第84届）、 《掃毒2天地對決》（第92届）；代表中国角逐奥斯卡最佳外语片、奥斯卡最佳国际影片奖各一部：《十面埋伏》（第77届）、《流浪地球2》（第96届）
- 2023年，多倫多電影節特別貢獻獎

## 音乐獎項

### 十大勁歌金曲頒獎典禮
在無綫電視舉辦的十大勁歌金曲頒獎典禮上他獲得六次最受歡迎男歌星（1990-1992、1994、1999、2004年）和十次亞太區最受歡迎香港男歌星（1993、1995-1996、2000-2006年），累計共有21首歌曲獲得十大勁歌金曲獎（91年則有三首同時獲獎，92年与93年各有两首获奖），成为获得此三类奖项最多的歌手。
| 年度 | 獲十大金曲獎的歌曲                           | 其他獎項 |
| ---- | -------------------------------------------- | --- |
| 1990 | 《再會了》                                   | 最受歡迎男歌星 |
| 1991 | 《愛不完》 《一起走過的日子》 《不可不信緣》 | 最受歡迎男歌星 |
| 1992 | 《真我的風采》 《長夜多浪漫》                | 最受歡迎男歌星 |
| 1993 | 《謝謝你的愛》 《情人Happy Birthday》        | 国内最受歡迎香港男歌星（即后来的亞太區最受歡迎香港男歌星）                                                                          |
| 1994 | 《誰人知》                                   | 最受歡迎國語歌曲金獎 -《忘情水》；最受歡迎男歌星                                                                                    |
| 1995 | 《情未鳥》                                   | 最受歡迎國語歌曲金獎-《真永遠》；亞太區最受歡迎香港男歌星                                                                           |
| 1996 | 《一個人睡》                                 | 最受歡迎國語歌曲銅獎-《因為愛》；亞太區最受歡迎香港男歌星                                                                           |
| 1997 | 《真生命》                                   | 最受歡迎國語歌曲金獎-《中國人》 |
| 1998 | 《你是我的女人》                             | 最受歡迎國語歌金獎 - 《笨小孩》 |
| 1999 | 《心只有妳》                                 | 最受歡迎國語歌曲金獎-《愛你一萬年》；最受歡迎廣告歌曲大獎銀獎-《心只有你》；公益金慈善金曲大獎 - 《一起走過的日子》；最受歡迎男歌星 |
| 2000 | 《當我遇上你》                               | 最受歡迎國語歌曲金獎-《我不夠愛你》；公益金最喜愛慈善組合大獎-劉德華、陳慧琳；亞太區最受歡迎香港男歌星                              |
| 2001 | 《夏日Fiesta》                               | 最受歡迎國語歌曲銅獎-《我的心只可容納你》；最受歡迎唱作歌星銀獎；亞太區最受歡迎香港男歌星                                           |
| 2002 | 《天生天養》                                 | 亞太區最受歡迎香港男歌星 |
| 2003 | 《如果有一天》                               | 公益金最喜愛慈善組合大獎-劉德華、陳慧琳；亞太區最受歡迎香港男歌星                                                                   |
| 2004 | 《按摩女郎》                                 | 最受歡迎華語歌曲金獎-《原來我有愛》；最受歡迎廣告歌曲大獎銀獎-《常言道》；亞太區最受歡迎香港男歌星；最受歡迎男歌星                  |
| 2005 | 《繼續談情》                                 | 最受歡迎華語歌曲金獎-《再說一次我愛你》；公益金Live大不同組合大獎-劉德華、Twins；亞太區最受歡迎香港男歌星                           |
| 2006 | 《張開眼睛》                                 | 最受歡迎廣告歌曲金獎-《張開眼睛》；最受歡迎唱作歌星金獎；亞太區最受歡迎男歌星                                                       |

### 十大中文金曲頒獎音樂會
在香港電台舉辦的十大中文金曲頒獎音樂會上他獲得七次全國最受歡迎男歌手獎（2000-2006年）和15次優秀流行歌手大獎（94到2008年度），從1990到2006年度共有22首歌曲（其中六首为国语歌）獲得中文金曲獎（其中93年度為3首，91、92和94年度各有兩首），11首國語歌獲得優秀國語歌曲獎（金獎有《不能沒有你》、《忘情水》、《中國人》、《笨小孩》、《木魚與金魚》和《我不夠愛你》六首）。
| 年度 | 获十大金曲奖的歌曲                         | 其他奖项                                                                                            |
| ---- | ------------------------------------------ | --------------------------------------------------------------------------------------------------- |
| 1990 | 《可不可以》                               | |
| 1991 | 《愛不完》 《一起走過的日子》              | 最受歡迎卡拉OK歌曲- 《一起走過的日子》                                                              |
| 1992 | 《長夜多浪漫》 《真我的風采》              | |
| 1993 | 《謝謝你的愛》 《独自去偷欢》 《永遠寂寞》 | 優秀國語歌曲獎《不能沒有你》                                                                        |
| 1994 | 《忘情水》 《誰人知》                      | 优秀國語歌曲金獎 -《忘情水》                                                                        |
| 1995 | 《真永遠》                                 | 優秀國語歌曲銀獎-《真永遠》；全球華人至尊金曲 -《真永遠》                                           |
| 1996 | 《情未鳥》                                 | 優秀國語歌曲銀獎-《相思成災》                                                                       |
| 1997 | 《中國人》                                 | 優秀國語歌曲金獎-《中國人》                                                                         |
| 1998 | 《你是我的女人》                           | 優秀國語歌曲金獎-《笨小孩》                                                                         |
| 1999 | 《木魚與金魚》                             | 优秀国语歌曲金奖-《木魚與金魚》；最佳廣告歌曲獎銅獎-《心只有妳》                                    |
| 2000 | 《男人哭吧不是罪》                         | 優秀國語歌曲獎金獎《我不夠愛你》；全國最受歡迎中文流行歌曲金獎 - 《我不夠愛你》；全國最受歡迎男歌手 |
| 2001 | 《夏日Fiesta》                             | 優秀國語歌曲獎銅獎-《我的心只可容納你》；全國最受歡迎男歌手                                         |
| 2002 | 《天生天養》                               | 優秀國語歌曲銀獎《練習》；全國最受歡迎中文流行歌曲銀獎《練習》；全國最受歡迎男歌手                  |
| 2003 | 《無間道》                                 | 全國最受歡迎男歌手                                                                                  |
| 2004 | 《常言道》                                 | 全國最受歡迎男歌手                                                                                  |
| 2005 | 《再說一次我愛你》                         | 優秀流行國語歌曲獎-銅獎《再說一次我愛你》；全國最受歡迎男歌手                                       |
| 2006 | 《累鬥累》                                 | 全國最受歡迎男歌手                                                                                  |
| 2007 |                                            | 優秀流行歌手大獎；全國最佳男歌手                                                                    |
| 2008 |                                            | 優秀流行歌手大獎                                                                                    |

### 新城勁爆頒獎禮
劉德華共获得八次「新城全球勁爆歌手奖」（2001至2008年度）、八次「新城勁爆亞洲歌手大獎」（96至2002年度，与2006年度），以及八次「新城勁爆男歌手獎」（98至2005年度），皆为歌手之冠。
| 年度 | 勁爆歌曲                   | 其他歌曲奖                                                                      | 歌手奖                                                                             |
| ---- | -------------------------- | ------------------------------------------------------------------------------- | ---------------------------------------------------------------------------------- |
| 94   |                            | 勁爆國語歌曲金獎《忘情水》                                                      |                                                                                    |
| 95   |                            |                                                                                 |                                                                                    |
| 96   |                            | 跳舞音樂歌曲獎《倒轉地球》、國語歌曲獎《相思成災》                              | 亞洲勁爆男歌手                                                                     |
| 97   |                            | 勁爆國語歌曲大獎《中國人》                                                      | 亞洲勁爆男歌手                                                                     |
| 98   | 《妳是我的女人》           | 勁爆國語歌《笨小孩》                                                            | 勁爆男歌手、勁爆亞洲男歌手、Top One勁爆卡拉OK歌手                                  |
| 99   | 《痛》                     |                                                                                 | 勁爆男歌手、亞洲勁爆男歌手                                                         |
| 2000 | 《將自己給你》             | 勁爆國語歌曲《我不夠愛你》（劉德華、陳慧琳）                                    | 勁爆男歌手、勁爆亞洲男歌手                                                         |
| 2001 | 《夏日Fiesta》             | 播放指數歌曲大獎《夏日Fiesta》                                                  | 全球勁爆歌手、勁爆男歌手、勁爆亞洲男歌手                                           |
| 2002 | 《天生天養》               | 年度專輯大獎《美麗的一天》                                                      | 全球勁爆歌手、勁爆男歌手、亞洲勁爆男歌手                                           |
| 2003 | 《如果有一天》             | 勁爆國語歌曲《月老》、全球勁爆歌曲大獎《如果有一天》                            | 全球勁爆歌手、勁爆男歌手                                                           |
| 2004 | 《按摩女郎》、《無須擔心》 |                                                                                 | 全球勁爆歌手、全國樂迷投選勁爆男歌手、勁爆男歌手、勁爆國語男歌手、全球勁爆舞台大獎 |
| 2005 | 《繼續談情》               | 勁爆原創歌曲《繼續談情》                                                        | 全球勁爆歌手、勁爆男歌手、新城十五週年勁爆冠軍歌手                                 |
| 2006 | 《張開眼睛》               | 勁爆原創廣告歌曲《張開眼睛》、勁爆創作專輯《聲音》 全球勁爆歌曲大獎《張開眼睛》 | 勁爆亞洲歌手大獎、全球勁爆創作歌手、全球勁爆歌手                                   |
| 2007 | 《只想抱抱》               | 勁爆原創廣告歌曲《只想抱抱》                                                    | 全球勁爆創作歌手、全球勁爆舞臺大獎、全球勁爆歌手                                   |
| 2008 |                            | 勁爆原創廣告歌曲《一晚長大》                                                    | 全球勁爆歌手獎、全球勁爆舞台大獎                                                   |
| 2009 |                            |                                                                                 | 全球勁爆最受歡迎至尊歌手大獎                                                       |
| 2010 |                            |                                                                                 | 全球勁爆最受歡迎至尊歌手大獎                                                       |
| 2011 |                            |                                                                                 | 勁爆最傑出至尊歌手榮譽大獎                                                         |

### 新城國語力頒獎禮
| 年度 | 國語力歌曲                           | 其他歌曲獎                                                         | 歌手獎                                                 |
| ---- | ------------------------------------ | ------------------------------------------------------------------ | ------------------------------------------------------ |
| 2002 | 《还记得我吗》、《我的心只可容纳你》 | 国语力年度歌曲大奖《我的心只可容纳你》                             | 国语力歌王、國語力香港歌手大獎                         |
| 2003 | 《月老》、《練習》                   | 國語力熱播冠軍歌曲大獎《月老》                                     | 國語力歌王、國語力香港歌手大獎                         |
| 2004 | 《太想爱》                           | 国语力热爆K歌《太想爱》、国语力年度歌曲大奖《太想爱》              | 国语力歌王、國語力香港歌手大獎                         |
| 2005 | 《原來我有愛》                       | 國語力熱播冠軍歌曲大獎《原來我有愛》                               | 國語力至尊歌手大獎、國語力亞洲歌手大獎、國語力舞台大獎 |
| 2006 | 《再說一次我愛你》、《狠心的一課》   | 國語力熱播冠軍歌曲大獎《再說一次我愛你》                           | 全球國語力至尊歌手大獎、全國最受歡迎男歌手             |
| 2007 | 《牧笛》、《心肝寶貝》               | 國語力年度歌曲大獎《心肝寶貝》、國語力優秀專輯《一隻牛的異想世界》 | 全球國語力至尊歌手大獎、國語力亞洲歌手大獎             |
| 2008 |                                      |                                                                    | 全球最受歡迎至尊歌手大獎、全球至尊舞台大獎             |

### 叱吒樂壇流行榜
| 年度 | 奖项                       |
| ---- | -------------------------- |
| 91   | 男歌手銀獎                 |
| 92   | 男歌手銀獎                 |
| 93   | 男歌手銀獎                 |
| 94   | 男歌手銀獎                 |
| 97   | 叱吒殿堂十大歌手           |
| 98   | 男歌手铜獎、叱吒唱作人大獎 |
| 99   | 叱吒唱作人大獎             |

### 全球華語音樂榜中榜
| 年度         | 20大金曲                                            | 其他奖项         |
| ------------ | --------------------------------------------------- | ---------------- |
| 94（第一届） | 《忘情水》                                          |                  |
| 95           | 《真永遠》、《你說他是你想嫁的人》                  |                  |
| 96           | 《因為愛》                                          | 傳媒推薦獎       |
| 97           | 《愛如此神奇》                                      | 傳媒推薦獎       |
| 98           | 《孤星泪》                                          | 傳媒推薦獎       |
| 99           | 《愛你一萬年》                                      | 跨世紀男歌手     |
| 2000         | 《男人哭吧不是罪》、《我不够爱你》（刘德华/陈慧琳） | 最受歡迎歌手大獎 |
| 2002         | 《黑蝙蝠中队》                                      |                  |

### 全球華語歌曲排行榜
| 年份           | 20大金曲                           | 其他歌曲奖                                         | 歌手奖                             |
| -------------- | ---------------------------------- | -------------------------------------------------- | ---------------------------------- |
| 2001（第一届） | 《男人哭吧不是罪》、《我不夠愛你》 | 最佳對唱歌曲《我不夠愛你》（刘德华、陈慧琳）       |                                    |
| 2002           | 《天生天养》                       |                                                    | 最受歡迎男歌手                     |
| 2003           | 《練習》、《無間道》               | 最受欢迎对唱歌曲(金奖)《无间道》（刘德华、梁朝伟） | 最受歡迎男歌手                     |
| 2006           | 《再說一次我愛你》                 | 最佳專輯：《再說一次我愛你》                       | 香港地區傑出歌手獎；最受歡迎男歌手 |

### IFPI香港唱片銷量大獎
| 年度 | 唱片奖 | 歌手奖                                   |
| ---- | --- | ---------------------------------------- |
| 1999 | | 全年最高銷量本地男歌手；十大销量本地歌手 |
| 2008 | 十大銷量國語唱片《劉德華中國巡迴演唱會.上海》；十大銷量廣東唱片《Wonderful World香港演唱會2007》；十大銷量廣東唱片《Everyone Is No.1》；最高銷量廣東唱片《Wonderful World香港演唱會2007》 | 全年最高銷量本地男歌手；十大銷量本地歌手 |
| 2009 | 十大銷量廣東唱片《Love Hope》 | 十大銷量本地歌手                         |
| 2010 | 十大銷量廣東唱片《Unforgettable 忘不了的》 | 十大銷量本地歌手                         |
| 2011 | 最暢銷本地現場錄製音像产品《Andy Lau 劉德華 UNFORGETTABLE CONCERT 2010》 | 全年最高銷量本地男歌手；十大銷量本地歌手 |
| 2012 | 全年最高销量广东唱片《我们的刘德华》；十大销量广东唱片《我们的刘德华》；十大销量华语唱片《我们的刘德华》；十大最畅销本地现场录制音像出品《UNFORGETTABLE中国巡回演唱会2011》               | 全年最高銷量本地男歌手；十大销量本地歌手 |

## 歷年紀錄
有關專輯、歌曲具體的獲獎紀錄，参見劉德華音樂專輯。

### 1990年
- 台灣民生報-金曲龙虎榜-最受歡迎歌手
- 十大勁歌金曲獎-最受歡迎男歌手（第一次）

### 1991年
- 十大勁歌金曲獎-最受歡迎男歌手（第二次）
- 商業電台-十大健康形象

### 1992年
- 十大勁歌金曲獎-最受歡迎男歌手（第三次）
- 1992年度叱吒樂壇流行榜-叱吒男歌手銀獎
- 1992年度勁爆家族音樂大賞-勁爆男歌手大賞金賞、勁爆專業精神大賞
- 1992年度台灣十大偶像選舉第一名（第一次）
- 北京電視台-最受歡迎歌星獎

### 1993年
- 93年度十大勁歌金曲獎-國內最受歡迎男歌手（即後來的亞太區最受歡迎男歌手，第一次）
- 1993年度台灣十大偶像選舉第一名（第二次）
- 1993年度叱吒樂壇-男歌手銀獎
- 日本雜誌-全日本明星人氣獎-最受歡迎外國歌手第1名
- 韓國電視台-全亞洲最受歡迎男歌手
- 四川國際電視節-最受歡迎歌星獎
- 上海電視台- 最受歡迎天王
- 台灣僑委會-海外傑出藝人獎
- 台灣民生報-最受歡迎男歌手
- TVB-愛心大使

### 1994年
- 94年度十大勁歌金曲獎-最受歡迎男歌手（第四次）
- 叱吒男歌手銀獎
- 金心男歌手銀獎
- 台灣僑委會-海外傑出藝人獎
- 十大愛心之星
- 1994年度台灣十大偶像選舉第一名（第三次）
- 加拿大多倫多美加華語電台-至愛男歌手
- Club香港仔（日本雜誌）-香港歌星人氣獎
- 新加坡933醉心頻道-最受歡迎男歌手

### 1995年
- 95年度勁歌金曲獎-亞太區最受歡迎男歌手（第二次）
- 美國Billboard雜誌-亞洲最受歡迎歌手獎
- 1995年度台灣十大偶像選舉第一名（第四次）
- 亞洲勁爆男歌手
- 金心男歌手鑽石獎
- 泰國-95年度香港藝人獎-最受歡迎男歌手

### 1996年
- 勁歌金曲獎-亞太區最受歡迎男歌手（第三次）
- 美國Billboard雜誌-亞洲最受歡迎歌手獎
- 全年最高銷量歌手大獎
- 美國MTV電影大獎-亞洲全能傑出藝人獎
- 1996年度台灣十大偶像選舉第一名（第五次）
- 台灣金馬獎-十大華語影星選舉冠軍
- 亞洲勁爆男歌手
- Club香港仔（日本雜誌）-香港歌星Top Best 冠軍
- 96榜中榜-傳媒推薦獎
- 金心實力至尊鑽石獎
- 第8屆國際流行音樂選舉跨越國際大獎（日本）
- Asian Pop Magazine（日本）-第2屆Asian Pop 十大亞洲男歌手第1名

### 1997年
- 97年度叱吒殿堂十大歌手
- 1997年度台灣十大偶像選舉第一名（第六次）
- Club香港仔（日本雜誌）-香港明星人氣投票金獎
- 97榜中榜-傳媒推薦獎
- 台灣97年度金曲龍虎榜-華人至尊最受歡迎男歌手
- 第9屆國際流行音樂選舉越國際大獎（日本）
- 第3屆Asian Pop全亞洲最佳藝人獎
- 第1屆台灣校園巨星排行榜學生情人獎
- 澳洲中文廣播電台-97年度南半球最受歡迎男歌手

### 1998年
- 全年最高銷量歌手大獎
- 四台聯頒傳媒大獎
- 98榜中榜-傳媒推薦獎
- 98年度叱吒樂壇男歌手銅獎叱吒唱作人大獎
- 98廣東廣播新歌榜-至尊歌手大獎香港創作歌手大獎
- 台灣飛碟電台勁爆民選大賞-我最喜歡的男歌手金獎
- Club香港仔（日本雜誌）-最受歡迎香港十大歌手獎第一位
- 五十家電台-98至尊歌手大獎、98香港特別行政區創作歌手大獎
- 新加坡98醉心龍虎榜-最受歡迎男歌手
- 馬來西亞電台-東南亞最受歡迎歌手
- 勁爆男歌手、勁爆亞洲男歌手、Top One勁爆卡拉OK歌手

### 1999年
- 99年度十大勁歌金曲獎-最受歡迎男歌星（第五次）、獲獎最多男歌星
- 99年度十大中文金曲獎-全球華人最受歡迎男歌手、全年最高銷量歌手大獎金獎
- Channel[V] 華語榜中榜-跨世紀男歌手
- 香港藝術家聯盟-99流行藝術表演家獎
- 人民日報-本世紀中國最具代表性的百位傑出華人之一
- 廣州市政府-無償獻血愛心大使
- 香港青年商會-99十大傑出青年
- 99年度叱吒樂壇流行榜頒獎典禮- 叱吒唱作人
- 四台聯頒傳媒大獎
- Music Tower 全年銷售歌手大獎
- Tower Record-香港區全年最高銷量男歌手大獎
- 台灣最受歡迎香港歌手

### 2000年
- 新城勁爆頒獎禮2000 - 新城勁爆歌曲《將自己給你》
- 新城勁爆頒獎禮2000 - 新城勁爆國語歌曲《我不夠愛你》（與陳慧琳合唱）
- 新城勁爆頒獎禮2000 - 新城勁爆男歌手
- 新城勁爆頒獎禮2000 - 新城勁爆亞洲男歌手
- 2000年度十大勁歌金曲頒獎典禮 - 十大勁歌金曲獎《當我遇上你》
- 2000年度十大勁歌金曲頒獎典禮 - 最受歡迎國語歌曲獎 金獎《我不夠愛你(合唱版)》（與陳慧琳合唱）
- 2000年度十大勁歌金曲頒獎典禮 - 公益金最喜愛慈善組合大獎（與陳慧琳一同獲獎）
- 2000年度十大勁歌金曲頒獎典禮 - 亞太區最受歡迎香港男歌星
- 第二十三屆十大中文金曲頒獎音樂會 - 優秀流行歌手大獎
- 第二十三屆十大中文金曲頒獎音樂會 - 十大中文金曲《男人哭吧不是罪》
- 第二十三屆十大中文金曲頒獎音樂會 - 優秀國語歌曲獎《我不夠愛你》（與陳慧琳合唱）
- 第二十三屆十大中文金曲頒獎音樂會 - 全國最受歡迎中文流行歌曲獎《我不夠愛你》（與陳慧琳合唱）
- 第二十三屆十大中文金曲頒獎音樂會 - 全國最受歡迎歌手獎（男歌手）金獎
- 第七屆全球華語榜中榜 - 中文TOP20金曲《男人哭吧不是罪》
- 第七屆全球華語榜中榜 - 中文TOP20金曲《我不夠愛你》（與陳慧琳合唱）
- 第七屆全球華語榜中榜 - 最受歡迎男歌手
- 健力士世界紀錄大全2000 - Most Canto - Pop Awards
- 世界傑出青年

### 2001年
- 2001年勁歌金曲第二季季選 - 得獎歌曲《心藍》
- 2001年勁歌金曲第三季季選 - 得獎歌曲《夏日Fiesta》
- 第一屆全球華語歌曲排行榜 - 華語流行金曲《我不夠愛你》（與陳慧琳合唱）
- 第一屆全球華語歌曲排行榜 - 華語流行金曲《男人哭吧不是罪》
- 第一屆全球華語歌曲排行榜 - 最受歡迎對唱《我不夠愛你》（與陳慧琳合唱）
- 演藝動力大獎2001 - 我最支持的演藝動力大獎
- 新城勁爆頒獎禮2001 - 新城勁爆歌曲《夏日Fiesta》
- 新城勁爆頒獎禮2001 - 新城勁爆男歌手
- 新城勁爆頒獎禮2001 - 新城勁爆亞洲男歌手
- 新城勁爆頒獎禮2001 - 新城勁爆播放指數大獎《夏日Fiesta》
- 新城勁爆頒獎禮2001 - 新城全球勁爆歌手
- 2001年度十大勁歌金曲頒獎典禮 - 十大勁歌金曲獎《夏日Fiesta》
- 2001年度十大勁歌金曲頒獎典禮 - 最受歡迎國語歌曲獎 銅獎《我的心只可容納妳》
- 2001年度十大勁歌金曲頒獎典禮 - 最受歡迎唱作歌星 銀獎
- 2001年度十大勁歌金曲頒獎典禮 - 亞太區最受歡迎香港男歌星
- 第二十四屆十大中文金曲頒獎音樂會 - 優秀流行歌手大獎
- 第二十四屆十大中文金曲頒獎音樂會 - 十大中文金曲《夏日Fiesta》
- 第二十四屆十大中文金曲頒獎音樂會 - 優秀國語歌曲獎 銅獎《我的心只可容納妳》
- 第二十四屆十大中文金曲頒獎音樂會 - 全國最受歡迎歌手獎（男歌手）金獎
- 2001年度四台聯頒音樂大獎 - 傳媒大獎（歌手）
- 香港樂壇評議會年度頒獎典禮2001 - 最受歡迎男歌手金獎

### 2002年
- 新城國語力頒獎禮2002 - 新城國語力歌曲《還記得我嗎》
- 新城國語力頒獎禮2002 - 新城國語力歌曲《我的心只可容納你》
- 新城國語力頒獎禮2002 - 新城國語力年度歌曲大獎《我的心只可容納你》
- 新城國語力頒獎禮2002 - 新城國語力歌王
- 新城國語力頒獎禮2002 - 新城國語力香港歌手大獎
- 第二屆全球華語歌曲排行榜 - 年度二十大金曲《天生天養》
- 第二屆全球華語歌曲排行榜 - 最受歡迎男歌手
- 2002年勁歌金曲第二季季選 - 得獎歌曲《天生天養》
- 新城勁爆頒獎禮2002 - 新城勁爆歌曲《天生天養》
- 新城勁爆頒獎禮2002 - 新城勁爆男歌手
- 新城勁爆頒獎禮2002 - 新城勁爆銷量大碟《美麗的一天》
- 新城勁爆頒獎禮2002 - 新城勁爆亞洲男歌手
- 新城勁爆頒獎禮2002 - 新城全球勁爆歌手
- 2002年度十大勁歌金曲頒獎典禮 - 十大勁歌金曲獎《天生天養》
- 2002年度十大勁歌金曲頒獎典禮 - 亞太區最受歡迎香港男歌星
- 第二十五屆十大中文金曲頒獎音樂會 - 優秀流行歌手大獎
- 第二十五屆十大中文金曲頒獎音樂會 - 十大中文金曲《天生天養》
- 第二十五屆十大中文金曲頒獎音樂會 - 優秀國語歌曲獎 銀獎《練習》
- 第二十五屆十大中文金曲頒獎音樂會 - 全國最受歡迎中文流行歌曲獎 銀獎《練習》
- 第二十五屆十大中文金曲頒獎音樂會 - 全國最受歡迎歌手獎（男歌手）金獎
- 2002年度四台聯頒音樂大獎 - 大碟獎《美麗的一天》
- 2002年度四台聯頒音樂大獎 - 傳媒大獎（歌手）

### 2003年
- 新城國語力頒獎禮2003 - 新城國語力歌曲《月老》
- 新城國語力頒獎禮2003 - 新城國語力歌曲《練習》
- 新城國語力頒獎禮2003 - 新城國語力熱播冠軍歌曲大獎《月老》
- 新城國語力頒獎禮2003 - 新城國語力歌王
- 新城國語力頒獎禮2003 - 新城國語力香港歌手大獎
- 第三屆全球華語歌曲排行榜 - 年度金曲20大金曲《練習》
- 第三屆全球華語歌曲排行榜 - 年度金曲20大金曲《無間道》（與梁朝偉合唱）
- 第三屆全球華語歌曲排行榜 - 最受歡迎對唱歌曲《無間道》（與梁朝偉合唱）
- 第三屆全球華語歌曲排行榜 - 最受歡迎男歌手
- 2003年勁歌金曲第一季季選 - 季選最佳合唱歌曲《無間道》（與梁朝偉合唱）
- 2003年勁歌金曲第二季季選 - 得獎歌曲《如果有一天》
- 2003年度TVB8金曲榜頒獎典禮 - TVB8金曲榜金曲獎《月老》
- 2003年度TVB8金曲榜頒獎典禮 - TVB8金曲榜最受歡迎男歌手獎
- 新城勁爆頒獎禮2003 - 新城勁爆歌曲《如果有一天》
- 新城勁爆頒獎禮2003 - 新城勁爆國語歌曲《月老》
- 新城勁爆頒獎禮2003 - 新城勁爆男歌手
- 新城勁爆頒獎禮2003 - 新城全球勁爆歌手
- 新城勁爆頒獎禮2003 - 新城全球勁爆歌曲大獎《如果有一天》
- 第二十六屆十大中文金曲頒獎音樂會 - 優秀流行歌手大獎
- 第二十六屆十大中文金曲頒獎音樂會 - 十大中文金曲《無間道》（與梁朝偉合唱）
- 第二十六屆十大中文金曲頒獎音樂會 - 全國最受歡迎中文歌曲獎 金獎《如果有一天》
- 第二十六屆十大中文金曲頒獎音樂會 - 全國最受歡迎歌手獎（男歌手）金獎
- 2003年度十大勁歌金曲頒獎典禮 - 十大勁歌金曲獎《如果有一天》
- 2003年度十大勁歌金曲頒獎典禮 - 公益金最喜愛慈善組合大獎（與陳慧琳一同獲獎）
- 2003年度十大勁歌金曲頒獎典禮 - 亞太區最受歡迎香港男歌星

### 2004年
- TVB周刊最強人氣品牌大獎2004 - 最強人氣全能天王
- 2004勁歌金曲優秀選第二回 - 得獎歌曲《按摩女郎》
- 2004勁歌金曲優秀選第二回 - 最受歡迎國語歌曲獎《原來我有愛》
- 新城勁爆頒獎禮2004 - 新城勁爆歌曲《按摩女郎》
- 新城勁爆頒獎禮2004 - 新城勁爆歌曲《無須擔心》
- 新城勁爆頒獎禮2004 - 新城勁爆國語男歌手
- 新城勁爆頒獎禮2004 - 新城勁爆男歌手
- 新城勁爆頒獎禮2004 - 新城全國樂迷投選勁爆男歌手
- 新城勁爆頒獎禮2004 - 新城全球勁爆舞台大獎
- 新城勁爆頒獎禮2004 - 新城全球勁爆歌手
- 2004年度十大勁歌金曲頒獎典禮 - 十大勁歌金曲獎《按摩女郎》
- 2004年度十大勁歌金曲頒獎典禮 - 最受歡迎廣告歌曲大獎 銀獎《常言道》
- 2004年度十大勁歌金曲頒獎典禮 - 最受歡迎華語歌曲獎 金獎《原來我有愛》
- 2004年度十大勁歌金曲頒獎典禮 - 亞太區最受歡迎香港男歌星
- 2004年度十大勁歌金曲頒獎典禮 - 最受歡迎男歌星
- 第二十七屆十大中文金曲頒獎音樂會 - 優秀流行歌手大獎
- 第二十七屆十大中文金曲頒獎音樂會 - 十大中文金曲《常言道》
- 第二十七屆十大中文金曲頒獎音樂會 - 全年最高銷量歌手大獎（男歌手）
- 第二十七屆十大中文金曲頒獎音樂會 - 全國最受歡迎歌手獎（男歌手）金獎
- 香港特別行政區 - 榮譽勳章

### 2005年
- 新浪2005網絡盛典年度評選 - 年度男歌手
- 新浪2005網絡盛典年度評選 - 年度男演員
- 新城國語力頒獎禮2005 - 新城國語力歌曲《原來我有愛》
- 新城國語力頒獎禮2005 - 新城國語力熱播冠軍歌曲大獎《原來我有愛》
- 新城國語力頒獎禮2005 - 新城國語力舞台大獎
- 新城國語力頒獎禮2005 - 新城國語力亞洲歌手大獎
- 新城國語力頒獎禮2005 - 新城國語力全球至尊歌手大獎
- 中國電影百年百位優秀演員之一[4]
- 全港1985-2005最高票房男影星[20]
- 2005勁歌金曲優秀選第二回 - 得獎歌曲《我得你》
- 新城勁爆頒獎禮2005 - 新城勁爆歌曲《繼續談情》
- 新城勁爆頒獎禮2005 - 新城勁爆原創歌曲《繼續談情》
- 新城勁爆頒獎禮2005 - 新城勁爆男歌手
- 新城勁爆頒獎禮2005 - 新城全球勁爆歌手
- 新城勁爆頒獎禮2005 - 十五周年新城勁爆冠軍歌手大獎
- 2005年度叱咤樂壇流行榜頒獎典禮 - 專業推介叱咤十大 第四位《我得你》
- 第五屆中國原創音樂流行榜 - 港台金曲《再說一次我愛你》
- 第五屆中國原創音樂流行榜 - 全國至尊金曲大獎《再說一次我愛你》
- 第五屆中國原創音樂流行榜 - 最受歡迎男歌手（香港地區）
- 第五屆中國原創音樂流行榜 - 最優秀創作歌手大獎（香港地區）
- 第五屆中國原創音樂流行榜 - 最優秀概念大碟獎《再說一次我愛你》
- 第五屆中國原創音樂流行榜 - 亞太地區最傑出全能藝人大獎
- 2005年度十大勁歌金曲頒獎典禮 - 十大勁歌金曲獎《繼續談情》
- 2005年度十大勁歌金曲頒獎典禮 - 最受歡迎華語歌曲獎 金獎《再說一次我愛你》
- 2005年度十大勁歌金曲頒獎典禮 - 公益金Live大不同組合大獎（與Twins一同獲獎）
- 2005年度十大勁歌金曲頒獎典禮 - 亞太區最受歡迎香港男歌星
- 第二十八屆十大中文金曲頒獎音樂會 - 優秀流行歌手大獎
- 第二十八屆十大中文金曲頒獎音樂會 - 十大中文金曲《再說一次我愛你》
- 第二十八屆十大中文金曲頒獎音樂會 - 全國最受歡迎歌手獎（男歌手）金獎
- 第二十八屆十大中文金曲頒獎音樂會 - 全國最受歡迎中文歌曲獎 金獎《再說一次我愛你》

### 2006年
- 新城國語力頒獎禮2006 - 新城國語力歌曲《再說一次我愛你》
- 新城國語力頒獎禮2006 - 新城國語力歌曲《狠心的一課》
- 新城國語力頒獎禮2006 - 新城國語力熱播冠軍歌曲大獎《再說一次我愛你》
- 新城國語力頒獎禮2006 - 新城國語力全國最受歡迎男歌手
- 新城國語力頒獎禮2006 - 新城國語力全球至尊歌手大獎
- 第十一屆釜山國際電影節 - 亞洲最有貢獻電影人大獎[5]
- 第六屆全球華語歌曲排行榜 - 年度二十大金曲《再說一次我愛你》
- 第六屆全球華語歌曲排行榜 - 最佳專輯《再說一次我愛你》
- 第六屆全球華語歌曲排行榜 - 地區傑出藝人（香港）
- 第六屆全球華語歌曲排行榜 - 最受歡迎男歌手
- 星島雜誌集團/新傳媒集團演藝家年獎2006 - 我最愛男影星金獎
- 星島雜誌集團/新傳媒集團演藝家年獎2006 - 我最愛歌手銀獎票王大獎
- 2006勁歌金曲優秀選第二回 - 得獎歌曲《張開眼睛》
- 2006勁歌金曲優秀選第二回 - 最受歡迎廣告歌曲獎《張開眼睛》
- 新城勁爆頒獎禮2006 - 新城勁爆歌曲《張開眼睛》
- 新城勁爆頒獎禮2006 - 新城勁爆歌曲《心照》
- 新城勁爆頒獎禮2006 - 新城勁爆原創廣告歌曲《張開眼睛》
- 新城勁爆頒獎禮2006 - 新城勁爆創作專輯《聲音》
- 新城勁爆頒獎禮2006 - 新城勁爆亞洲歌手大獎
- 新城勁爆頒獎禮2006 - 新城全球勁爆創作歌手
- 新城勁爆頒獎禮2006 - 新城全球勁爆歌手
- 新城勁爆頒獎禮2006 - 新城全球勁爆歌曲《張開眼睛》
- RoadShow至尊音樂頒獎禮2006 - 至尊歌曲《張開眼睛》
- RoadShow至尊音樂頒獎禮2006 - 至尊創作歌手
- RoadShow至尊音樂頒獎禮2006 - 至尊男歌手
- 2006年度十大勁歌金曲頒獎典禮 - 十大勁歌金曲獎《張開眼睛》
- 2006年度十大勁歌金曲頒獎典禮 - 最受歡迎廣告歌曲大獎 金獎《張開眼睛》
- 2006年度十大勁歌金曲頒獎典禮 - 最受歡迎唱作歌星 金獎
- 2006年度十大勁歌金曲頒獎典禮 - 亞太區最受歡迎香港男歌星
- 第二十九屆十大中文金曲頒獎音樂會 - 優秀流行歌手大獎
- 第二十九屆十大中文金曲頒獎音樂會 - 十大中文金曲《累鬥累》
- 第二十九屆十大中文金曲頒獎音樂會 - 全國最受歡迎歌手獎（男歌手）

### 2007年
- 第1屆亞洲電影大獎 - 亞洲電影票房巨星大獎[23]
- 香港特區十週年電影選舉 - 傑出成就獎
- 香港特區十週年電影選舉 - 最難忘電影主題曲《無間道》（與梁朝偉合唱）
- 第七屆華語電影傳媒大獎 - 百家傳媒致敬大獎年度傑出電影人
- 新城國語力頒獎禮2007 - 新城國語力歌曲《牧笛》
- 新城國語力頒獎禮2007 - 新城國語力歌曲《心肝寶貝》
- 新城國語力頒獎禮2007 - 新城國語力年度歌曲大獎《心肝寶貝》
- 新城國語力頒獎禮2007 - 新城國語力優秀專輯《一隻牛的異想世界》
- 新城國語力頒獎禮2007 - 新城國語力亞洲歌手大獎
- 新城國語力頒獎禮2007 - 新城國語力全球至尊歌手大獎
- 新城勁爆頒獎禮2007 - 新城勁爆歌曲《只想抱抱》
- 新城勁爆頒獎禮2007 - 新城勁爆原創廣告歌曲《只想抱抱》
- 新城勁爆頒獎禮2007 - 新城全球勁爆創作歌手
- 新城勁爆頒獎禮2007 - 新城全球勁爆舞臺大獎
- 新城勁爆頒獎禮2007 - 新城全球勁爆歌手
- RoadShow至尊音樂頒獎禮2007 - RoadShow至尊歌曲《一》
- RoadShow至尊音樂頒獎禮2007 - RoadShow至尊華語男歌手
- RoadShow至尊音樂頒獎禮2007 - RoadShow至尊男歌手
- 第三十屆十大中文金曲頒獎音樂會 - 優秀流行歌手大獎
- 第三十屆十大中文金曲頒獎音樂會 - 全國最佳歌手獎（男歌手）

### 2008年
- 新城國語力頒獎禮2008 - 新城國語力全球至尊舞台大獎
- 新城國語力頒獎禮2008 - 新城國語力全球至尊歌手大獎
- TVB最受歡迎電視廣告大獎2008 - 最受歡迎男主角（明星及名人）
- 2008勁歌金曲優秀選第二回 - 得獎歌曲《一晚長大》
- 2008勁歌金曲優秀選第二回 - 最受歡迎廣告歌曲獎《一晚長大》
- TVB周刊最強人氣品牌大獎2008 - 最強人氣廣告天王
- 新城勁爆頒獎禮2008 - 新城勁爆原創廣告歌曲《一晚長大》
- 新城勁爆頒獎禮2008 - 新城全球勁爆歌手
- 新城勁爆頒獎禮2008 - 新城全球勁爆舞台大獎
- IFPI香港唱片銷量大獎2008 - 十大銷量廣東唱片《劉德華Wonderful World香港演唱會07》
- IFPI香港唱片銷量大獎2008 - 十大銷量廣東唱片《Everyone is No.1》
- IFPI香港唱片銷量大獎2008 - 十大銷量國語唱片《劉德華中國巡迴演唱會‧上海》
- IFPI香港唱片銷量大獎2008 - 十大銷量本地歌手
- IFPI香港唱片銷量大獎2008 - 最高銷量廣東唱片《劉德華Wonderful World香港演唱會07》
- IFPI香港唱片銷量大獎2008 - 全年最高銷量本地男歌手

### 2009年
- IFPI香港唱片銷量大獎2009 - 十大銷量廣東唱片《Love Hope》
- IFPI香港唱片銷量大獎2009 - 十大銷量本地歌手

### 2010年
- 第12屆世界傑出華人獎
- 新城勁爆頒獎禮2010 - 新城全球勁爆最受歡迎至尊歌手大獎
- 湖南衛視·百度娛樂沸點2010年度盤點 - 最沸點明星
- 湖南衛視·百度娛樂沸點2010年度盤點 - 最熱門港台男演員
- IFPI香港唱片銷量大獎2010 - 十大銷量廣東唱片《忘不了的》
- IFPI香港唱片銷量大獎2010 - 十大銷量本地歌手

### 2011年
- 《福布斯》（中文版）2011中國名人榜第一名[18][31]
- 第48屆金馬獎 - 最佳男主角《桃姐》
- 新城勁爆頒獎禮2011 - 新城勁爆最傑出至尊男歌手
- IFPI香港唱片銷量大獎2011 - 最暢銷本地現場錄製音像出品《劉德華 Unforgettable 中國巡迴演唱會2011》
- IFPI香港唱片銷量大獎2011 - 十大銷量本地歌手
- IFPI香港唱片銷量大獎2011 - 全年最高銷量本地男歌手
- 星島新聞集團 - 文化演藝組2011傑出領袖[32]

### 2012年
- 第六屆亞洲電影大獎 - 票選最受歡迎男主角[33]
- 第31届香港電影金像獎 - 最佳男主角《桃姐》[34]
- 《福布斯》2012中國名人榜第二名
- 香港回歸十五週年 - 功勳人物[35]
- IFPI香港唱片銷量大獎2012 - 十大銷量廣東唱片《我們的劉德華 Greatest Hits 2012 (粵)》
- IFPI香港唱片銷量大獎2012 - 十大銷量國語唱片《我們的劉德華 Greatest Hits 2012 (國)》
- IFPI香港唱片銷量大獎2012 - 十大銷量本地現場錄製音像出品《Unforgettable中國巡迴演唱會2011》
- IFPI香港唱片銷量大獎2012 - 十大銷量本地歌手
- IFPI香港唱片銷量大獎2012 - 全年最高銷量廣東唱片《我們的劉德華 Greatest Hits 2012 (粵)》
- IFPI香港唱片銷量大獎2012 - 全年最高銷量本地男歌手[36]

### 2013年
- 香港萨兰托国际电影节-萨兰托演员奖
- 西班牙锡切斯电影节最佳男主角奖

### 2014年
- 第二届“全球杰出华人奖”[10]
- 2014福布斯中国名人榜第二名[37]

### 2015年
- 第2届丝绸之路国际电影节年度男演员奖《解救吾先生》
- 首届MOKO新世纪广场全民投选电影金影奖暨UA Cine Moko全港最高票房电影颁奖礼 -“30年最高票房香港电影男演员”、“最令人最难忘香港电影男角色”
- 亚洲善待动物组织（PETA Asia）-2015年度“最性感素食男艺人”[38]

### 2016年
- 第16屆中國電影華表獎 - 優秀男演員《失孤》

### 2017年
- 香港树仁大学授予荣誉文学博士

### 2018年
- 第一届最港電影大獎最港男演員《拆彈專家》
- 受邀加入美国电影艺术与科学学会成为奥斯卡金像奖评委
- 杨光宇先生以刘德华（Lautakwah）命名55381号小行星

### 2019年
- 第二届最港電影大獎杰出贡献大奖

### 2020年
- 新时代国际电影节组委会、第27届华鼎奖组委会：新中国成立70周年全国十佳电影男演员

### 2021年
- 第32届华鼎奖最佳男主角（《拆弹专家2》）、最佳专业精神大奖

### 2023年
- 第48屆多倫多電影節特別貢獻獎[39][40]

### 2024年
- Golden BROWN Awards 2023 - 金棕熊奖（因首次涉獵藝術界，策展出成功的作品展）[41]
- 第四十五屆十大中文金曲 - 優秀流行華語歌曲獎 銅獎《道理都懂》

## 大型活动与晚会表演纪录
央视春晚
- 1992年央视春节联欢晚会：《心中常驻访华》（与毛阿敏、张雨生合唱、VCR演唱）
- 1995年央视春节联欢晚会：《忘情水》
- 1998年央视春节联欢晚会：《大中国》（与毛宁、张信哲合唱）
- 2005年央视春节联欢晚会：《恭喜发财》
- 2015年央视春节联欢晚会：《回家的路》
- 2021年央视春节联欢晚会：《牛起来》（云连线歌舞，融合歌曲《恭喜发财》，与舞台现场的王一博、关晓彤合作演出，三人都属牛）

大型活动
- 澳门回归庆祝晚会：1999年12月20日，刘德华与韦唯、田震等演唱晚会主题歌《中华日月明》。[42]
- 2008年北京奥运会：2008年9月6日晚，在北京残奥会开幕仪式上，刘德华与韩红一起合唱残奥会主题曲《和梦一起飞》。[43]
- 60周年国庆晚会：2009年10月1日晚，庆祝新中国成立60周年大型文艺晚会在北京举行，刘德华与毛阿敏、童星豆豆一起合唱《今天是你的生日》。[44]
- 2010年上海世博会：2010年5月1日，在世博会开园仪式上，刘德华与韦唯合唱世博序曲《世界在这里相聚》[45]。